# Culla
Culla település Spanyolországban, Castellón tartományban. Culla Atzeneta del Maestrat, Albocàsser, Benafigos, Benassal, La Serra d'en Galceran, La Torre d'En Besora, Les Useres, Vilar de Canes és Vistabella del Maestrazgo községekkel határos. Lakosainak száma 493 fő (2024).

## Népesség
A település népessége az elmúlt években az alábbi módon változott:
| Lakosok száma | 753  | 697  | 651  | 637  | 608  | 559  | 524  | 495  | 510  | 493  |
|               | 2001 | 2004 | 2006 | 2009 | 2011 | 2014 | 2016 | 2019 | 2021 | 2024 |